# Бояринцев, Анатолий Еремеевич
Анатолий Еремеевич Бояринцев (14 апреля 1921, Шленники, Вятская губерния — 29 октября 1998, Полевской, Свердловская область) — Герой Социалистического Труда (1971), аппаратчик Полевского криолитового завода Министерства цветной металлургии СССР, Свердловская область.

## Биография
Родился 14 апреля 1921 года в деревне Шленники Орловского уезда Вятской губернии (ныне — Мурашинский район Кировской области).
Окончил Полевскую среднюю школу № 1 и в 1938 году поступил на физико-математический факультет Свердловского университета имени Горького. В 1942 году перевёлся в военно-инженерную академию, эвакуированную в Свердловск. В том же году с четвёртого курса ушёл на фронт.
Воевал на Ленинградском фронте, в 1942 году вместе с ленинградскими ополченцами, затем на первом Украинском фронте. Был тяжело ранен и контужен.
В 1946 году вернулся в Полевской, устроился на Полевской криолитовый завод в заводоуправлении, читал чертежи, в 1946—1948 годах был и. о. инженера по запасным частям, затем перешёл в кислотный цех аппаратчиком. После контузии почти полностью потерял речь, говорил с трудом, «слова друг за друга цеплялись, едва шептал, поминутно заикаясь и путая звуки». «Математические знания на заводе оказались ненужными».
В возрасте 35 лет, будучи женатым и имея трёх детей, в 1956 году восстановился на 4 курсе физико-математического факультета УрГУ по рекомендации Петра Григорьевича Конторовича, в 1957 году защитил диплом на тему «Обобщение теоремы Вильсона». Вернувшись на криолитовый завод, осваивал выпуск особо чистой плавиковой кислоты, как аппаратчик кислотного цеха. В 1965 году заочно окончил аспирантуру УрГУ. В 1984 году вышел на пенсию, но продолжал работать в комитете народного контроля.
В течение 13 лет являлся народным депутатом нескольких созывов, был редактором цеховой стенгазеты «Кислотчик».
Умер 29 октября 1998 года. Похоронен на Южном кладбище Полевского.

## Память
Анатолий Бояринцев является прототипом главного героя Боярышева в художественном фильме «Мир в трёх измерениях» режиссёра Юлии Солнцевой, снятой в 1980 году.
В 2013 году была установлена мемориальная доска памяти Героя Социалистического Труда Бояринцева Анатолия Еремеевича на административном здании ОАО «Полевской криолитовый завод» по адресу Западный промышленный район, дом 1/1.

## Вклад в науку
Формула Бояринцева, как и теория Вильсона, может быть употреблена для выяснения путём только одного деления, является ли данное число простым или нет.
Работы Бояринцева упоминались в венгерском журнале «Совьет хирадо», в польском «Край рад», во вьетнамском «Лиен со», в статьях польского математика академика Вацлава Серпинского.

## Награды
За трудовые достижения был награждён:
- 1966 — орден Ленина;
- 30.03.1971 — звание Герой Социалистического Труда (медаль Серп и Молот и орден Ленина);
- 15.06.1978 — звание «Почётный гражданин Полевского» по решению Полевского горисполкома № 244.

За боевые заслуги награждён орденом Отечественной войны I степени (06.04.1985), медалью «За боевые заслуги» (23.07.1945), медалью «За победу над Германией в Великой Отечественной войне 1941—1945 гг.» (09.05.1945).